# The Bat!
Pour les articles homonymes, voir The Bat.
The Bat! est un logiciel de messagerie électronique commercial disponible sous Windows. Il a été créé par une compagnie basée en Moldavie, RITLabs en 1997 et possède des milliers d'utilisateurs à travers le monde.[réf. nécessaire]
Il est le premier client de messagerie n'appartenant pas à Microsoft à avoir obtenu le logo « Certifié pour Vista » (100 % compatibles Windows Vista à partir de la version 3.98),. Il existe sous deux formes : The Bat! Home edition et The Bat! Professional edition. Son interface est traduite en plusieurs langues (12 par défaut).